# Жувардей
Жуварде́й (фр. Juvardeil) — коммуна во Франции, в регионе Земли Луары, департамент Мен и Луара. Население — 828 человек (2008).
Коммуна расположена  около 250 км юго-западнее Парижа, 95 км северо-восточнее Нанта, 21 км на север от Анже.

## Экономика
В 2007 году среди 534 лиц в трудоспособном возрасте (15-64 лет) 397 были активны, 137 — неактивные (показатель активности 74,3%, в 1999 году было 72,4%). С 397 активных работали 353 человека (187 мужчин и 166 женщин), безработных было 44 (22 мужчины и 22 женщины). Среди 137 неактивных 38 человек были учениками или студентами, 67 — пенсионерами, 32 были неактивными по другим причинам.
В 2008 году в муниципалитете числилось 316 обложенных домохозяйств, в которых проживало 817 человек, медиана доходов составила 16 988 евро на одного налогоплательщика.

## Внешние ссылки
- Жувардей на сайті французького Національного інституту географії